# Canuto (nombre)
Canuto es un nombre propio masculino de origen germánico llamado Knútr o Knut, pero en su variante en español. Su significado es "origen, estirpe".

## Santoral
19 de enero: San Canuto.

## Variantes
- Femenino: Canuta.

### Variantes en otros idiomas
| Variantes en otras lenguas | Variantes en otras lenguas |
| -------------------------- | -------------------------- |
| Español                    | Canuto                     |
| Alemán                     | Knut                       |
| Anglosajón                 | Cnut                       |
| Catalán                    | Canut                      |
| Checo                      | Knut                       |
| Corso                      | Canutu                     |
| Danés                      | Knud                       |
| Esperanto                  | Knuto                      |
| Euskera                    | Kanuta                     |
| Finlandés                  | Knuut, Nuutti              |
| Francés                    | Canut                      |
| Griego                     | Κνούτος (Knoútos)          |
| Holandés                   | Knoet                      |
| Húngaro                    | Kanut                      |
| Inglés                     | Canute                     |
| Islandés                   | Knútur                     |
| Italiano                   | Canuto                     |
| Latín                      | Cnuto                      |
| Lituano                    | Knutas                     |
| Noruego                    | Knut                       |
| Polaco                     | Kanut                      |
| Portugués                  | Canuto                     |
| Ruso                       | Кнут (Knut)                |
| Sueco                      | Knut                       |